# Судная ночь в Аркадии
«Судная ночь в Аркадии» (англ. Arcadian) — художественный фильм режиссёра Бена Брюэра по сценарию Майкла Нилона. Главную роль исполнил Николас Кейдж.
Премьера фильма состоялась на фестивале South by Southwest 11 марта 2024 года, после чего фильм был выпущен в кинопрокат в США 12 апреля 2024 года.

## Сюжет
Действие фильма происходит в мире пережившем апокалипсис, в котором практически не осталось людей, Пол с двумя своими сыновьями-подростками, Джозефом и Томасом, сумели выжить, но живут в постоянном страхе. Оказавшись перед лицом серьёзной опасности, они должны осуществить отчаянный план, чтобы уцелеть.

## В ролях
- Николас Кейдж — Пол, отец Джозефа и Томаса
- Джейден Мартелл — Джозеф
- Максвелл Дженкинс — Томас
- Сэди Совералл — Шарлотта
- Джо Диксон — мистер Роуз, отец Шарлотты

## Производство
О начале работы над фильмом стало известно в октябре 2022 года. Главную роль в фильме исполнит Николас Кейдж. В ноябре 2022 года было объявлено, что к актёрскому составу присоединились Джейден Мартелл, Максвелл Дженкинс и Сэди Совералл, а съёмки проходят в Дублине. В феврале 2023 года было объявлено, что съёмки в Дублине завершены и фильм находится в стадии постпродакшна. В феврале 2023 года появился первый кадр из фильма.
Чтобы лучше вжиться в роль и прочувствовать предлагаемые обстоятельства, Николас Кейдж провел три месяца в добровольной изоляции со своей семьей перед началом съемок фильма.

## Отзывы и оценки
На сайте Rotten Tomatoes фильм имеет рейтинг 84 % основанный на 91 отзыве, со средней оценкой 6.4/10. На Metacritic средневзвешенная оценка составляет 60 из 100 на основе 19 рецензий.